# 北方町うそ越
北方町うそ越（きたかたまちうそごえ）は、宮崎県延岡市の町名である。2025年１月1日現在、人口41人（男22人、女19人）、世帯24世帯である。郵便番号は、889-0123、番地につく干支は「子」である。

## 地理
延岡市の西部、旧北方町の中東部に位置する。町域の中心部を曽木川が流れ、これに沿って宮崎県道215号板上曽木線が通過している。正式には「獺越」と書くが、住所表記は平仮名となっている。
北を北方町藤の木（酉）・北方町板下（戌）、東を北方町曽木（子）、南を北方町北久保山（子）・北方町南久保山（子・卯）、西を北方町蔵田（辰）と接する。

## 歴史

### 沿革
- 2007年3月31日 - 北方町が延岡市に編入。「子」のうち、通称地名「獺越」をもって「北方町うそ越」が設置される。

## 小・中学校の学区
公立小・中学校の通学域は以下の通り。
小・中一貫校
- 延岡市立北方学園

## 交通

### 道路
- 宮崎県道215号板上曽木線